# Cosmos: Odisee în timp și spațiu
Cosmos: Odisee în timp și spațiu  (în engleză Cosmos: A Spacetime Odyssey) este un serial TV documentar american. 
Serialul este continuarea documentarului Cosmos: Călătorie în Univers creat și prezentat de Carl Sagan. Acest serial științific este  prezentat de astrofizicianul Neil deGrasse Tyson, inspirat în tinerețe de Carl Sagan.
Printre producători sunt desenatorul, scenaristul, producătorul, regizorul și actorul Seth MacFarlane și de Ann Druyan, văduva lui Carl Sagan și co-creatoarea serialului original.
Seria urmează vag formatul de treisprezece-episoade și abordarea povestirii, din  Cosmos: Călătorie în Univers original, incluzând elemente cum ar fi: "Corabia imaginației", dar informațiile sunt actualizate față de serialul din anii 1980, adăugând tehnica grafică și animația modernă generată prin computere, îmbogățind narațiunea. 
Serialul a avut premierea internațională pe data de 9 martie 2014 prin canalul National Geographic și Fox.

## Origini
Serialul Cosmos: Călătorie în Univers al lui Carl Sagan a fost urmărit în peste 60 de țări de peste 400 milioane de persoane și până la serialul documentar Războiul Civil din 1990 a fost emisiunea cu cea mai mare audiență din istoria televiziunii publice americane.
După moartea lui Carl Sagan în 1996, văduva lui, Ann Druyan împreună cu Steven Soter și astrofizicianul Neil deGrasse Tyson au hotărât realizarea unui nou serial, țintind o audiență cât mai largă, nu neapărat numai pe cei interesați de știință. Au luptat cu rețelele de televiziune sceptice care nu vedeau posibilitățile mari de show de televiziune ale serialului.

## Dezvoltare

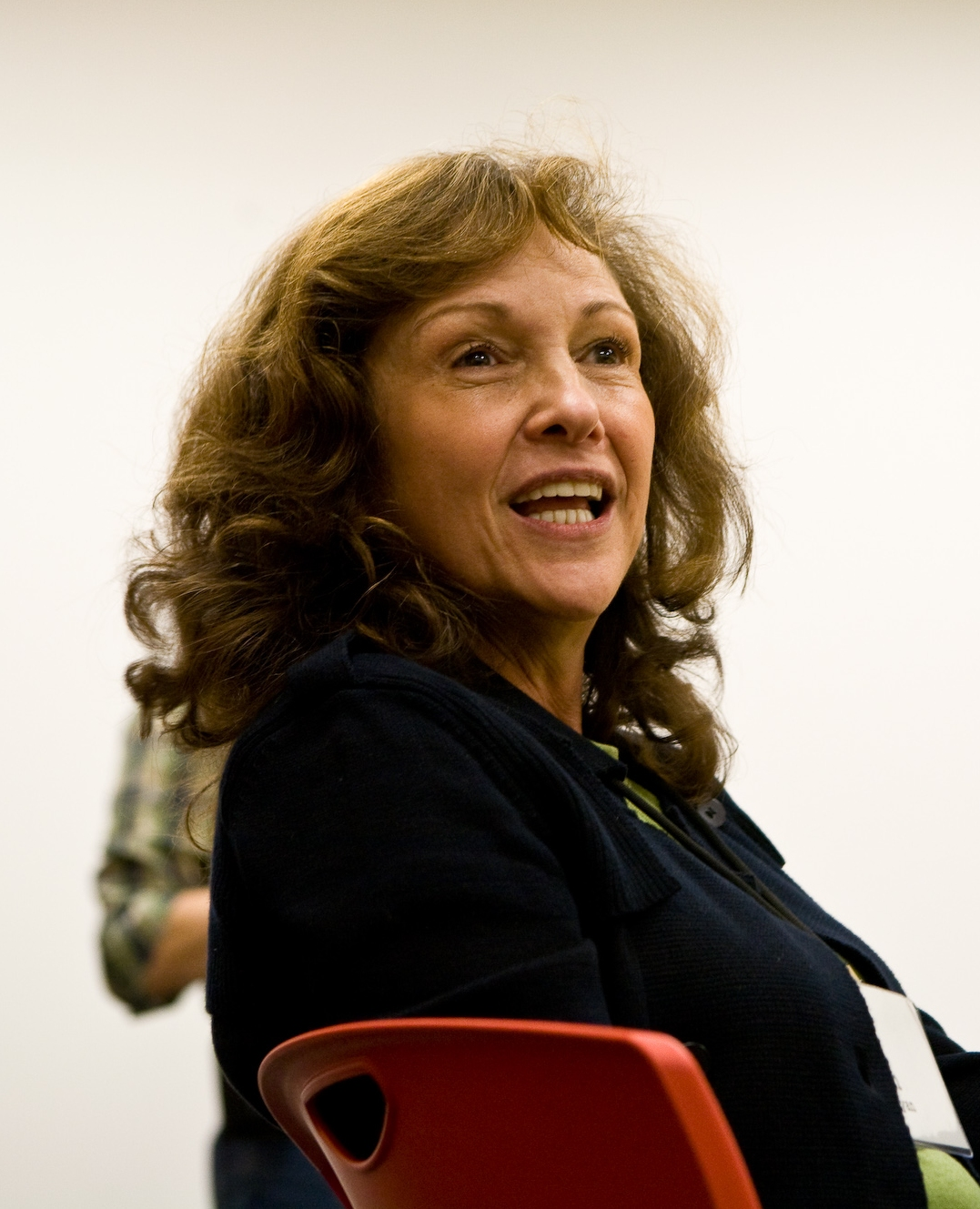
Ann Druyan
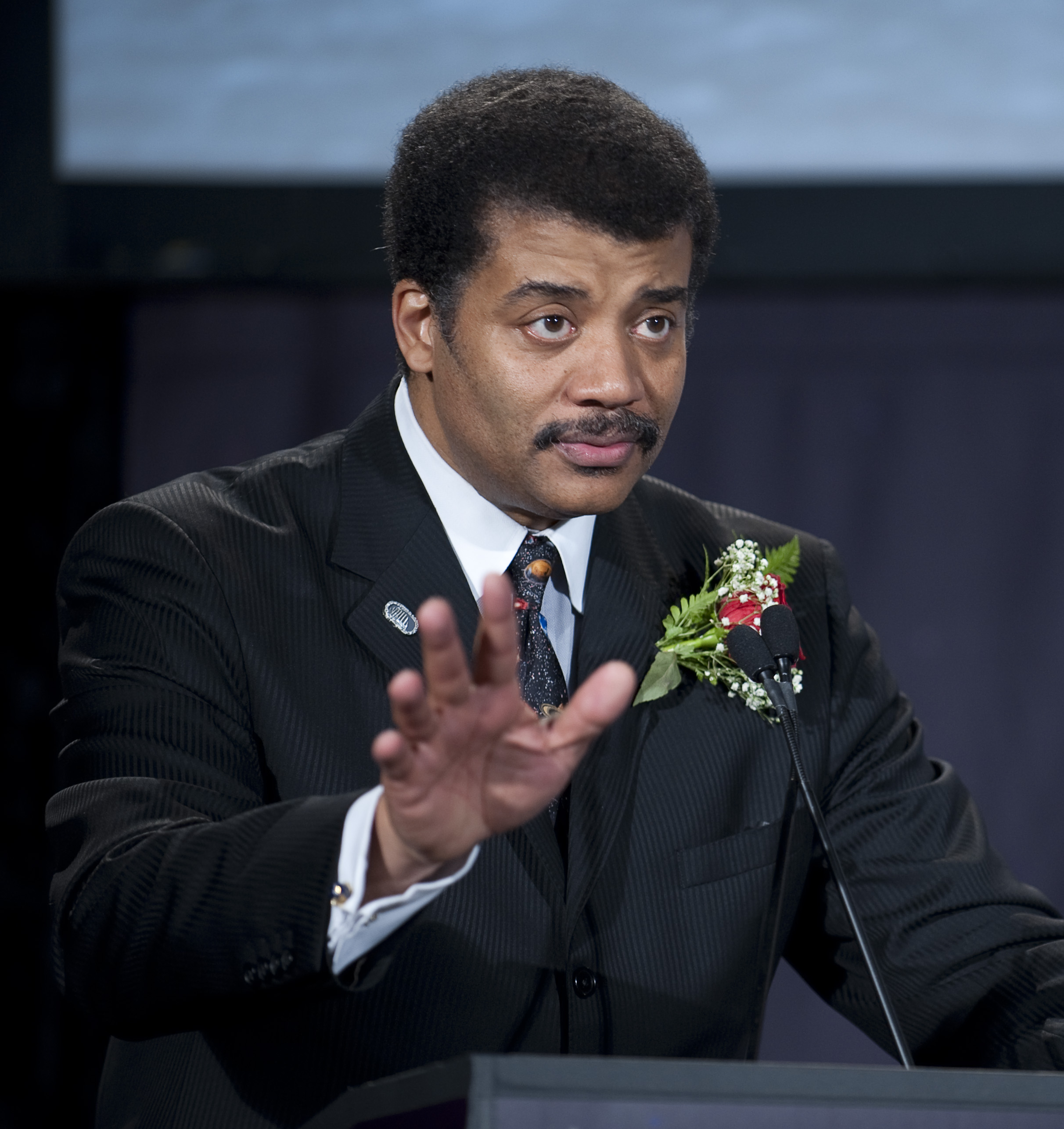
Neil deGrasse Tyson
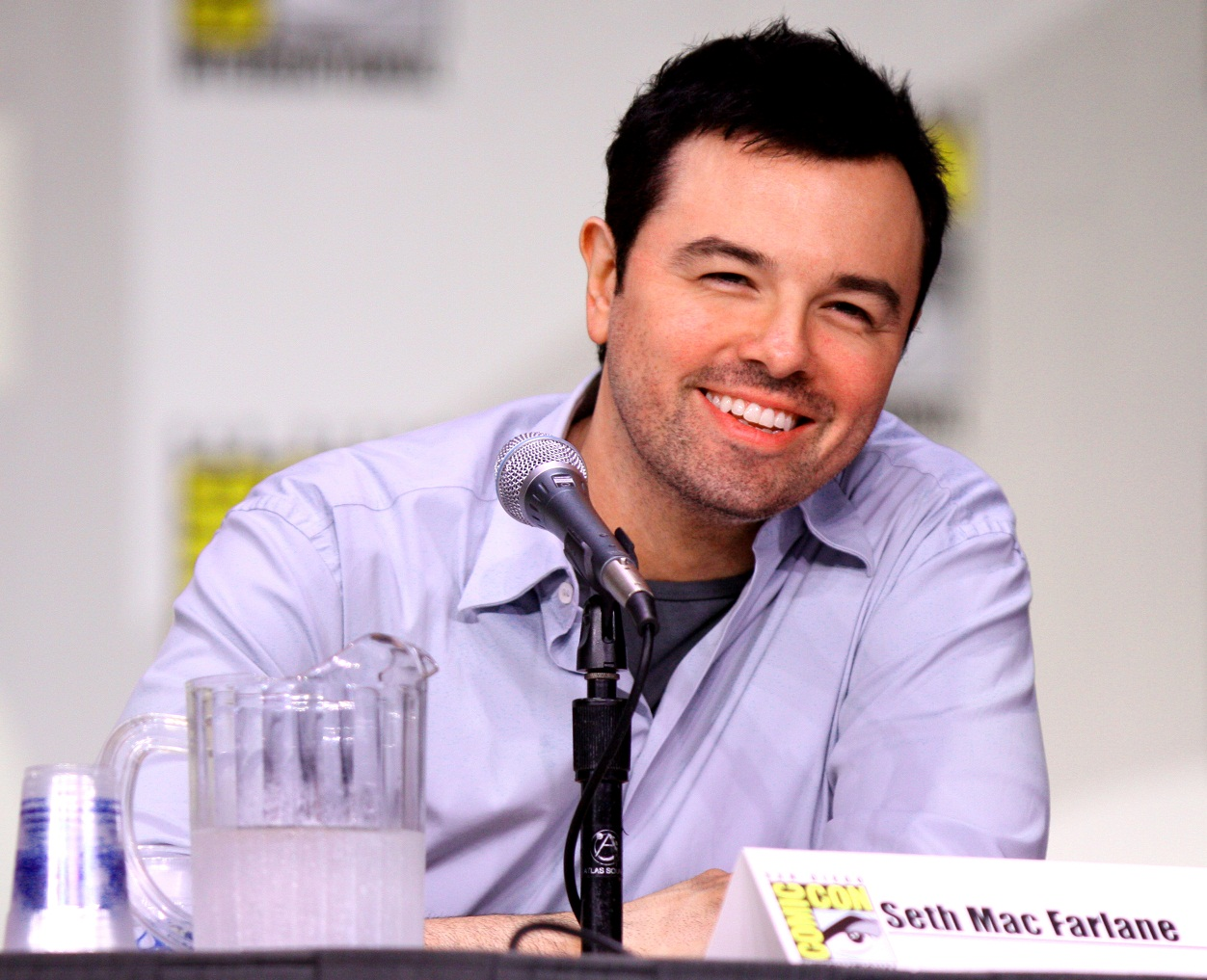
Seth MacFarlane
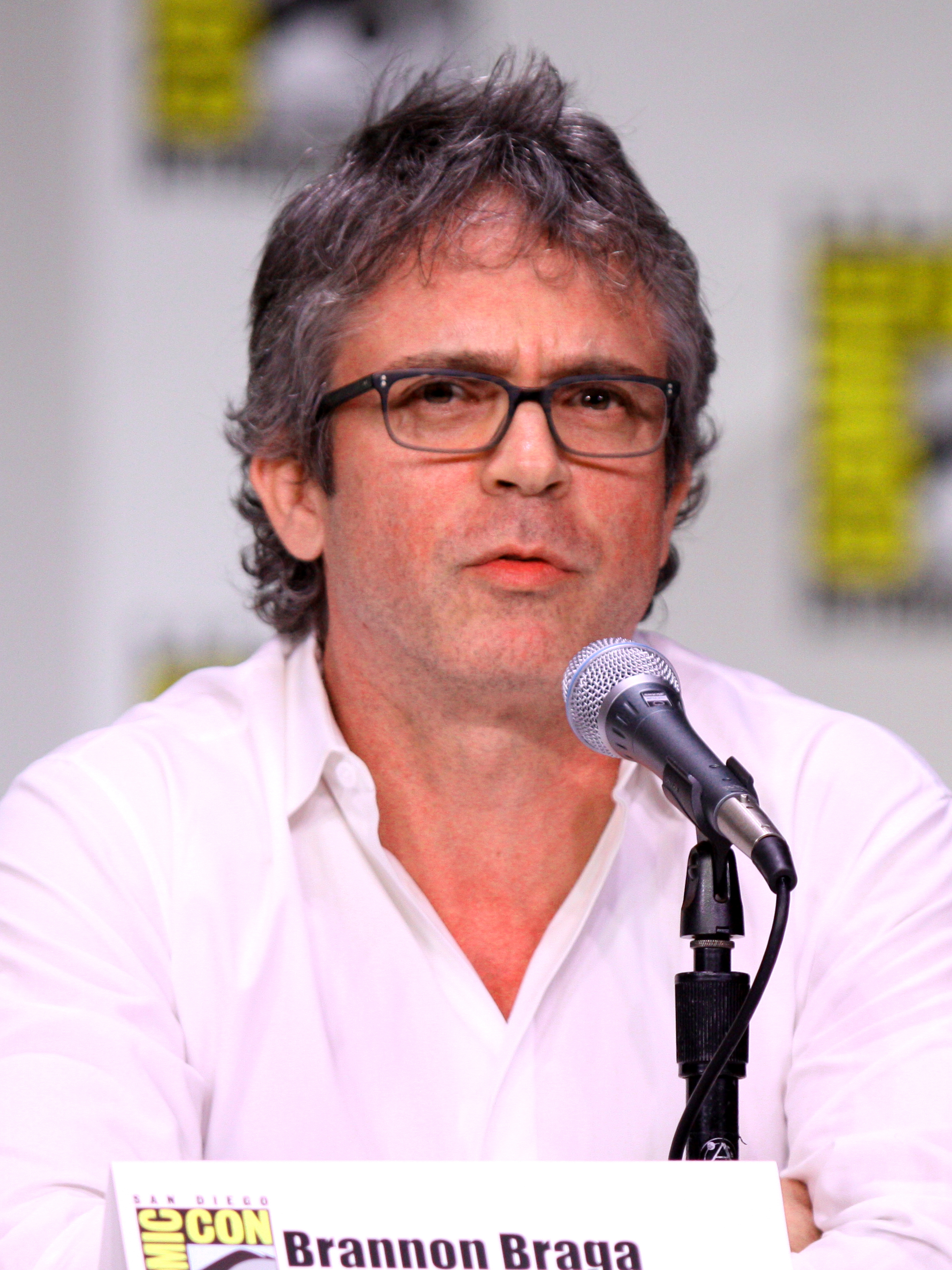
Brannon Braga
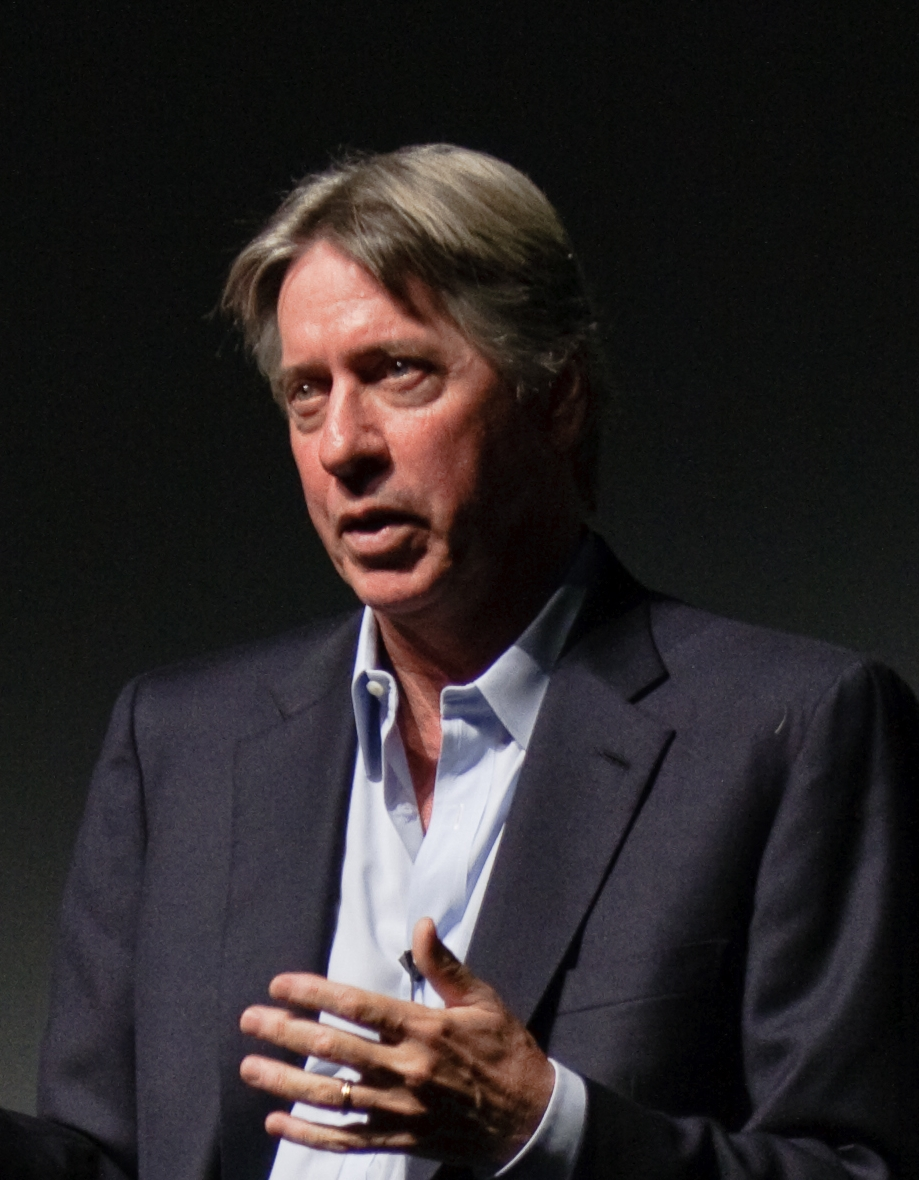
Alan Silvestri

Seth MacFarlane a întâlnit-o pe Ann Druyan prin Tyson la evenimentul Science & Entertainment Exchange din 2008, un nou birou din Los Angeles al Academiei Nationale de Științe, conceput pentru a conecta scriitorii și regizorii de la Hollywood cu oamenii de știință. „Science geek Seth MacFarlane donates to Carl Sagan's notes collection”. Washington Post. 12 noiembrie 2013. Accesat în 6 martie 2014.</ref>
Un an mai târziu, în 2009 luând prânzul în New York City cu Tyson, MacFarlane a aflat de interesul lor de a re-crea serialul Cosmos: Călătorie în Univers. 
În copilărie el a fost influențat de serialul Cosmos: Călătorie în Univers, fiind de părere că Cosmos a servit ca „pod" între comunitatea academică și publicul larg. „Science geek Seth MacFarlane donates to Carl Sagan's notes collection”. Washington Post. 12 noiembrie 2013. Accesat în 6 martie 2014.</ref>
La momentul respectiv MacFarlane i-a mărturisit lui Tyson că "Sunt într-un punct în cariera mea în care am o sumă disponibilă ... și aș vrea să-l cheltui pe ceva util. Shear, Lynn (11 ianuarie 2014). „Neil deGrasse Tyson: Cosmos's Master of the Universe”. Parade. Accesat în 11 ianuarie 2014.</ref>
MacFarlane a considerat că reducerea eforturilor în privința călătoriilor în spațiu în ultimele decenii „sunt parte a culturii noastre letargice". MacFarlane, care are mai multe seriale pe rețeaua Fox, a fost a adus-o pe Druyan prezentând-o șefilor de programare de la canalul Fox, Peter Rice și Kevin Reilly și a ajutat-o să primească undă verde pentru serial. MacFarlane admite că el este „veriga cea mai puțin importantă a lanțului", iar eforturile depuse de el sunt pentru a se abate de la munca făcută înainte, considerând că acest lucru „este un teritoriu foarte confortabil pentru mine personal". 

## Episoade și premiere
1. Standing Up in the Milky Way - 9 martie 2014

2.  Some of the Things That Molecules Do - 16 martie 2014

3. When Knowledge Conquered Fear - 23 martie 2014

4. A Sky Full of Ghosts - 30 martie 2014

5. Hiding in the Light -

6. Deeper, Deeper, Deeper Still -

7. The Clean Room -

8. Sisters of the Sun -

9. The Electric Boy -

10. The Lost Worlds of Planet Earth -

11. The Immortals -

12. The World Set Free -

13. Unafraid of the Dark -

## Episoade

### Episodul 1: "Iviți pe Calea Lactee "

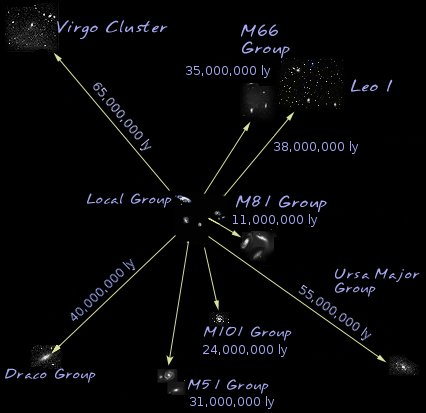
Distanțele de la Grupul Local pentro cele mai importante grupuri si roiuri din Super-roiul de galaxii local

Episodul începe cu o scurtă introducere înregistrată de către Președintele Statelor Unite Barack Obama despre "spiritul  descoperirii", la care aspiră serialul ca să ofere telespectatorilor săi. 
Tyson deschide episodul reflectând asupra importanței emisiunii originale Cosmos al lui Sagan, prezentând obiectivele aceastui serial. El introduce privitorul în „nava a imaginației", dispozitivul narativ al emisiunii prin care Tyson explorează trecutul, prezentul și viitorul universului. 
Tyson îi arătă spectatorului poziția Pământului în universul cunoscut, definind „adresa" Pământului în cadrul super-roiului de galaxii Fecioara.
Tyson explică modul în care omenirea nu a văzut întotdeauna universul în acest mod, și descrie greutățile și persecutarea lui Giordano Bruno în timpul Renașterii italiene când acesta a contestat modelul geocentric al Universului în vigoare, impus de Biserica Catolică.
Episodul continuă printr-un telescop al timpului, folosind conceptul  calendarului cosmic așa cum este folosit în seria originală, pentru a oferi o metaforă pentru această scară. Narațiunea descrie modul în care  dacă Big Bang-ul a avut loc în data de 1 ianuarie, toată istoria omenirii s-ar comprima în ultima secundă din ultimul minut la 31 decembrie. Tyson încheie episodul povestind cum Sagan l-a inspirat ca elev, precum și alte contribuții ale lui Sagan în știință și populrizarea științei.